# Balinesiska

Det balinesiska skriftspråket.

Balinesiska är ett språk som talas av omkring 3,3 miljoner människor, främst på Bali, Lombok och Java i Indonesien. Det är ett sunda-sulawesiskt språk i den malajo-polynesiska delen av den austronesiska språkfamiljen. Språket har ganska många lånord från javanesiska och sanskrit.
Språket anses vara livskraftigt dess närmaste släktspråken är bl.a. sasak och sundanesiska.

## Status och historia
Indonesiska är det enda officiella språket i Indonesien och det valdes som statens officiella språk för att skapa en känsla av samhörighet mellan mer än 300 olika etniska grupper. I dagens läge talar mestadels av den urbana balinesiska befolkningen hellre indonesiska än balinesiska.
Historiskt har balinesiskan skrivits med balinesisk skrift, en abugida som är nära besläktad med den javanesiska skriften. De gamla skriftsystem används nästan exklusivt vid religiösa sammanhang.. De äldsta texter på balinesiska kommer från 1200-talet men de anses vara kopior på ännu äldre texter eftersom balinesiska har traditionellt skrivits på palmblad. I dag används dock nästan uteslutande det latinska alfabetet. Barn på Bali lär sig dock att läsa också skriva balinesiska på både balinesiska och latinska skrifter fast få använder den traditionella skriften senare i livet..

## Fonologi

### Konsonanter
|             | Labial | Alveolar | Palatal  | Velar  | Glottal |
| ----------- | ------ | -------- | -------- | ------ | ------- |
| Nasal       | m      | n        | ɲ        | ŋ      |         |
| Klusil      | p \| b | t \| d   | tʃ \| dʒ | k \| g |         |
| Frikativ    |        | s        |          |        | h       |
| Approximant | w      | l        | j        |        |         |
| Tremulant   |        | r        |          |        |         |

Källa:

### Vokaler
|        | Främre | Central | Bakre |
| ------ | ------ | ------- | ----- |
| Sluten | i      |         | u     |
| Mellan | e      | ə       | o     |
| Öppen  |        | a       |       |

Källa: